# Йоуко Линдстет
Йоуко Линдстет (на фински: Jouko Lindstedt) (р. 1955) е финландски българист.

## Биография
Йоуко Линдстет защитава дисертация през 1985 г. Професор по славянски филологии в Хелзинкския университет от 1986 г. Гостуващ изследовател в Аристотеловия университет в Солун (април-май 1999) и в университета на Упсала (февруари-март 2007).
Член на Международния комитет на славистите (1993-2010). Председател на Нордическата асоциация на славистите (1994-1997). Зам.-декан на Факултета по изкуства на Хелзинкския университет (2004-2006). Член на Академия на есперантистите от 1998 г. 